# Station Helmond Brandevoort
Station Helmond Brandevoort is het vierde station binnen de gemeente Helmond. Het ligt in de gelijknamige Vinex-wijk Brandevoort in het deelplan De Veste. Het station maakt deel uit van de lijn Eindhoven - Venlo en ligt tussen de stations Eindhoven Centraal en Helmond 't Hout.
Het station werd in gebruik genomen op 10 december 2006, bij aanvang van de dienstregeling van 2007. Het station was toen nog niet voltooid, reizigers konden van een tijdelijke brug gebruikmaken om het spoor over te steken. Op vrijdag 15 juni 2007 was het station gereed en kon de tijdelijke brug worden verwijderd.
Het voltooide stationsgebouw -een ontwerp van de Helmondse architect HGPM Lijnkamp, bestaat uit twee identieke 18 meter hoge liftgebouwen verbonden met een traverse /voetgangersbrug. De historiserende bouwstijl van het station sluit aan bij die van de naburige wijk. De NS wilde slechts een eenvoudige halte maar de gemeente wist met steun van projectontwikkelaars en een financiële bijdrage een bij de wijk passende voorziening te realiseren.  

## Verbindingen
De volgende treinseries halteren in de dienstregeling 2025 te Helmond Brandevoort:
| Serie | Treinsoort    | Route                                                                                | Bijzonderheden |
| ----- | ------------- | ------------------------------------------------------------------------------------ | --- |
| 4400  | Sprinter (NS) | Oss – 's-Hertogenbosch – Eindhoven Centraal – Helmond Brandevoort – Helmond – Deurne | Rijdt in de ochtendspits van maandag t/m donderdag twee ritten van/naar Oss, waarbij richting Oss non-stop wordt gereden tussen 's-Hertogenbosch en Oss. |
| 14400 | Sprinter (NS) | Eindhoven Centraal – Helmond Brandevoort – Helmond – Deurne                          | Rijdt alleen op woensdag- en donderdagavond na 23:00 als vervanging van sprinter 4400 en alleen richting Deurne.                                         |

## Afbeeldingen

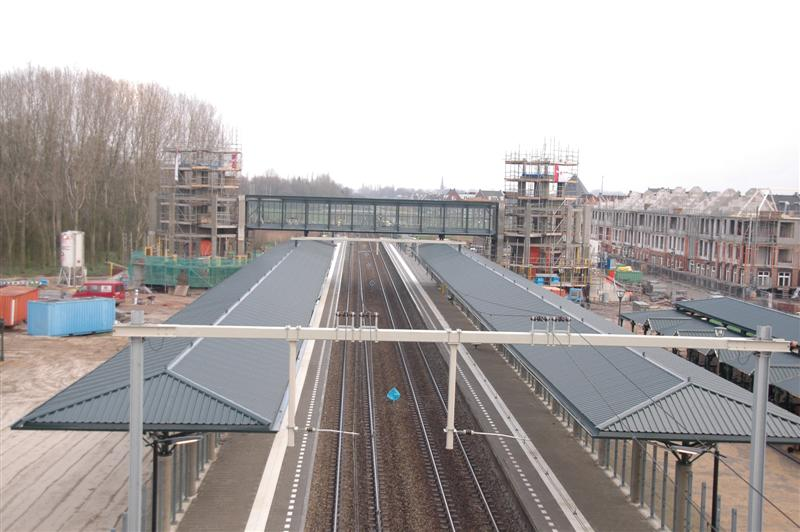
Het station in aanbouw in 2006.
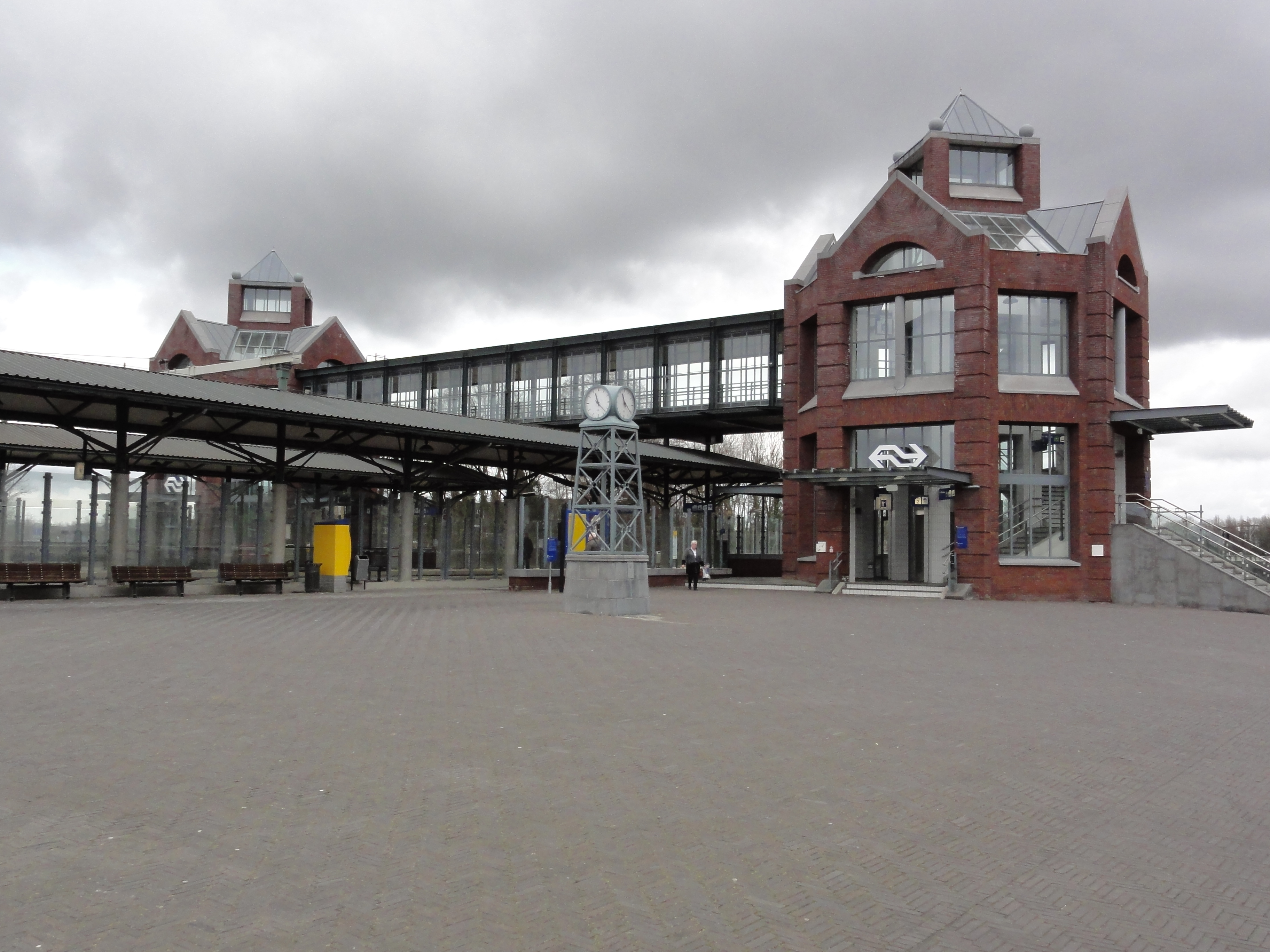
Het station gezien vanuit woonkern De Veste.
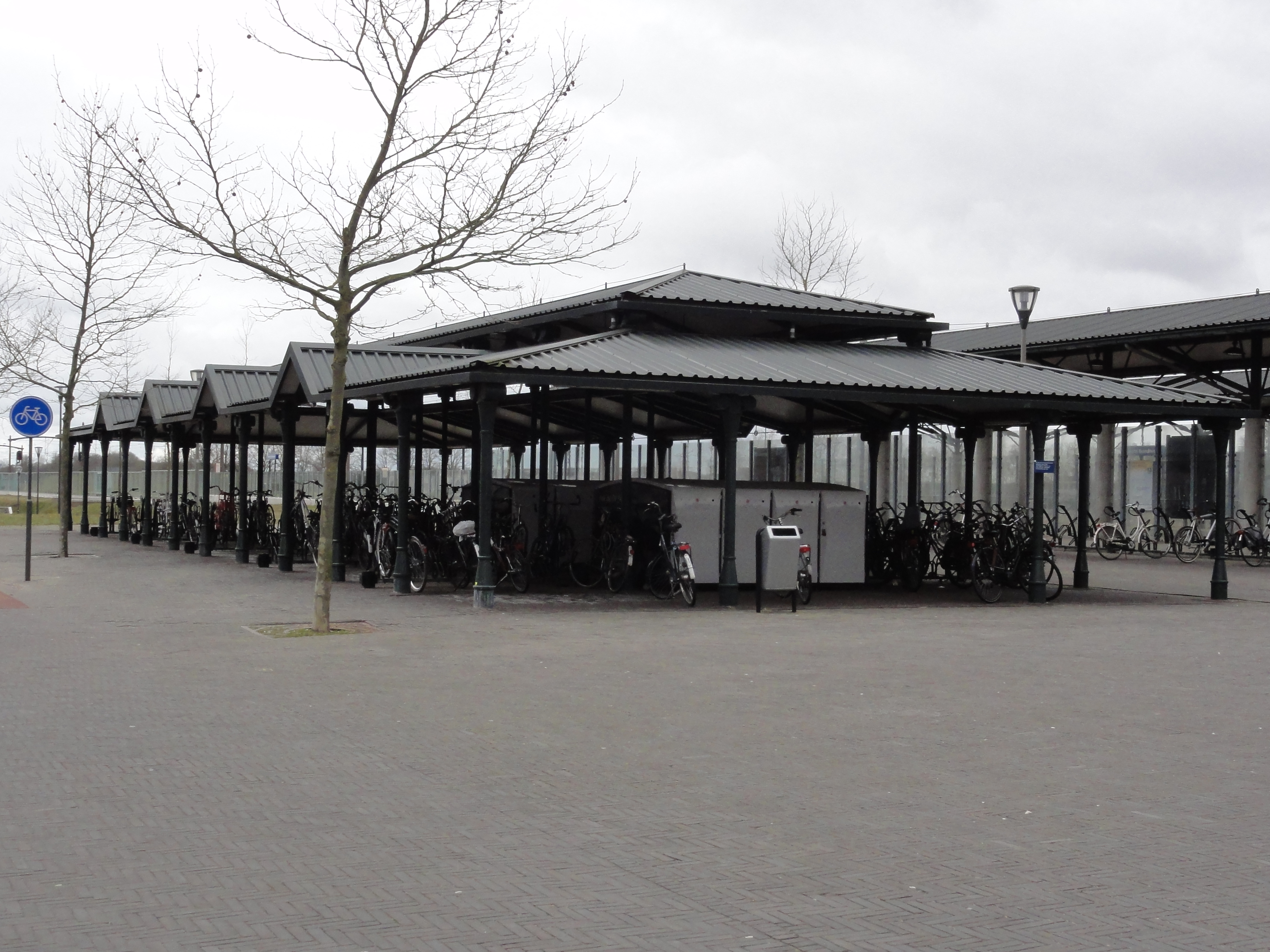
Een van de twee fietsenstallingshallen.
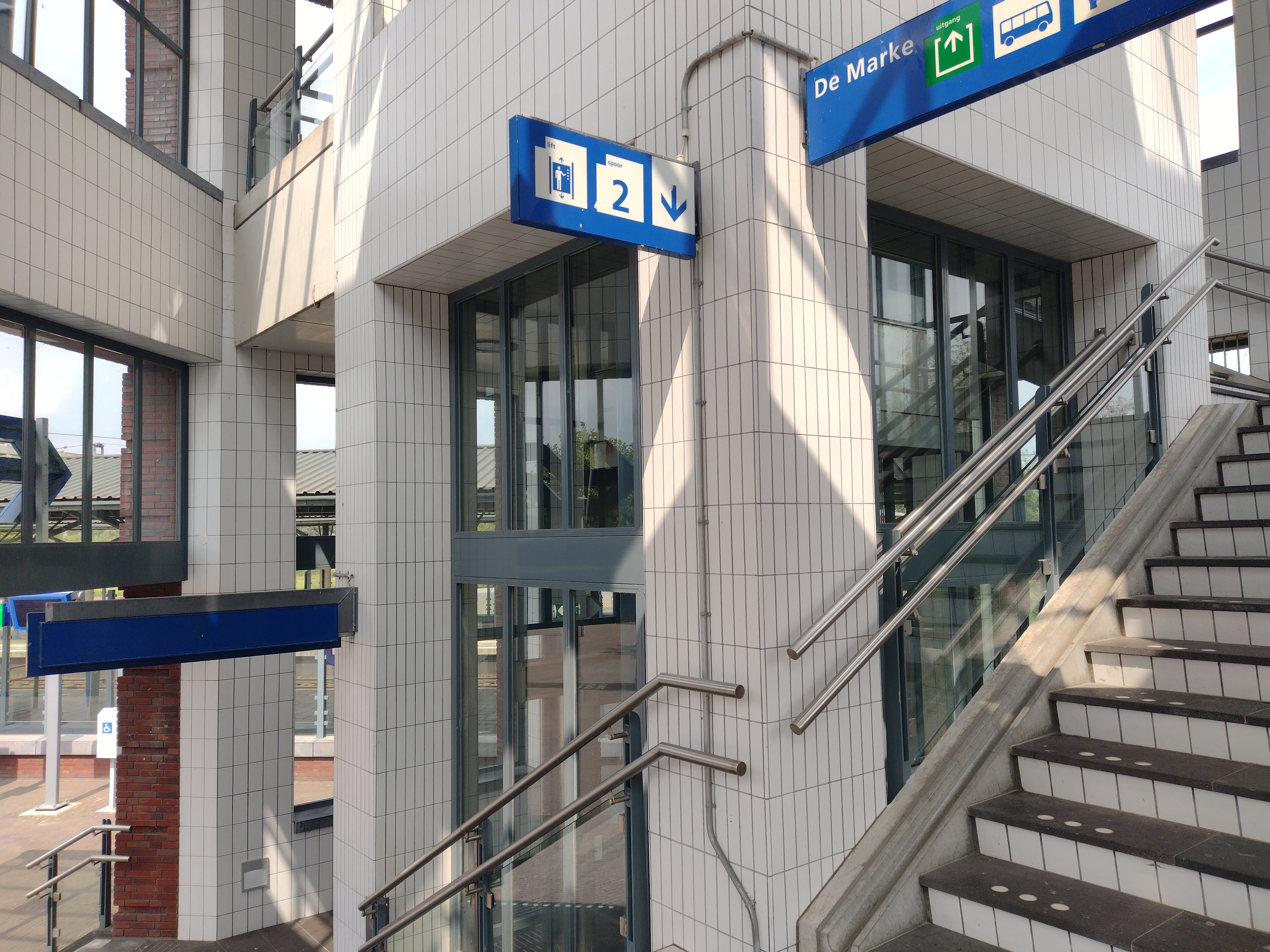
Een van de torens van binnenuit gezien

## Ontwikkeling aantal reizigers
Het aantal door NS vervoerde reizigers (per gemiddelde werkdag) ontwikkelde zich sedert 2019 als volgt:
| Jaar | Aantal reizigers |
| ---- | ---------------- |
| 2019 | 1.727            |
| 2020 | 814              |
| 2021 | 945              |
| 2022 | 1.335            |
| 2023 | 1.632            |
| 2024 | 1.650            |

Bergen op Zoom · 
Best · 
Boxmeer · 
Boxtel · 
Breda · 
-Prinsenbeek · 
Cuijk · 
Deurne · 
Eindhoven:
-Centraal · 
-Stadion · 
-Strijp-S ·
Etten-Leur · 
Geldrop · 
Gilze-Rijen · 
Heeze · 
Helmond · 
-Brandevoort ·
-Brouwhuis · 
-'t Hout · 
's-Hertogenbosch · 
-Oost · 
Lage Zwaluwe · 
Maarheeze · 
Oisterwijk · 
Oss ·
-West · 
Oudenbosch · 
Ravenstein · 
Roosendaal · 
Rosmalen · 
Tilburg · 
-Reeshof · 
-Universiteit · 
Vierlingsbeek · 
Vught · 
Zevenbergen
Voormalige stations: zie de lijst van voormalige spoorwegstations in Noord-Brabant